# Ruy Leitão

Sem título, guache, esferográfica e caneta de feltro sobre papel, 37,2 x 28 cm

Rui Ribeiro da Fonseca Leitão, conhecido como Ruy Leitão (Washington, D.C., 1949 – Lisboa, 1976), foi um pintor português.

## Biografia / Obra
Filho da pintora Menez, nasceu em 1949 em Washington, D.C.
Contacta desde muito novo com o mundo da arte. Aos 17 anos de idade inscreve-se na Central School of Art, Londres e, a partir do ano imediato, frequenta a Chelsea School of Art, onde é aluno de Patrick Caulfield.
Expõe individualmente pela primeira vez em 1970, na Galeria 111. Outras apresentações individuais da sua obra tiveram lugar em 1974, 1985, 1989, 1994 e 2002. 
De 25 de Julho de 2004 a 2 de Janeiro de 2005 o Centro de Arte Moderna José de Azeredo Perdigão apresentou uma exposição de desenhos seus na Galeria do Piso 01.
Utilizando soluções formais que o aproximam da arte pop, o trabalho de Ruy Leitão remete-nos para um universo pessoal, insólito. Nos seus inúmeros desenhos cruzam-se formas enigmáticas e outras claramente identificáveis – lápis, chapéus, pentes, corpos…  –, que adquirem "uma presença e uma animação insuspeitadas, revoltando-se contra o anonimato e a invisibilidade da sua utilização quotidiana" . "O seu esquema integrador de ideias é um poderoso artifício de condensação e síntese que tem como resultado mais imediato um enorme estímulo das faculdades da visão. A integração que faz das diferentes famílias de objetos forma uma espécie de quadro de parentesco onde as parecenças são conseguidas à custa de relações de adequação formal e cromática. O movimento que se experimenta em cada trabalho é fruto desse ocultar/desocultar que é a sua linguagem primeira" .
Na obra de Ruy Leitão os motivos são imensos e diversos. "Herdeiro da cidade frenética, fábrica de imagens rápidas sem tempo para contemplações, os seus trabalhos são uma cuidadosa elaboração de tudo quanto a vida de todos os homens e de todos os dias dispõe ante o seu olhar. […] A acumulação de elementos obedece à necessidade interna de cada coisa: as coisas saem de dentro umas das outras, multiplicam-se infinitamente e há sempre mais vida" .
Está representado na Fundação Luso-Americana para o Desenvolvimento, Lisboa; no Centro de Arte Moderna José de Azeredo Perdigão, Fundação Calouste Gulbenkian, Lisboa; etc.